# Suma
|  | Per a altres significats, vegeu «Suma Gestió Tributària». |

|  | «Sumar» redirigeix aquí. Si cerqueu la plataforma política, vegeu «Sumar (política)». |

La suma o addició és una operació aritmètica bàsica que permet saber la quantitat total d'elements d'un conjunt com a resultat d'ajuntar tots els elements de dos conjunts inicials.
La suma és una operació definida per a tots els nombres, com els naturals, sencers, racionals, reals i complexos. També es poden sumar altres entitats matemàtiques, com vectors, polinomis, funcions o matrius.

## Notació

La columna de l'esquerra és un conjunt de 3 pomes. La columna de la dreta és un conjunt de 2 pomes. El conjunt unió de tots dos en té 5, per tant, diem que 3 + 2 = 5

Si tots els termes s'escriuen individualment, hom empra el símbol "+" (llegit més). Amb això, la suma dels nombres 1, 2 i 4 és 1 + 2 + 4 = 7. Els termes inicials d'una suma s'anomenen sumands.
També es pot emprar el símbol "+" quan, tot i no escriure's individualment els termes, s'indiquen els nombres omesos mitjançant punts suspensius i és senzill reconèixer els nombres omesos. Per exemple:
- 1 + 2 + 3 + ... + 98 + 99 + 100 és la suma dels cent primers nombres naturals.
- 2 + 4 + 8 + ... + 512 + 1024 és la suma de les deu primeres potències de 2.

En sumes llargues i fins i tot sumes infinites s'empra un nou símbol, que es diu "sumatori" i es representa amb la lletra grega Sigma (Σ) majúscula.

## Propietats de la suma
1. Propietat commutativa: si s'altera l'ordre dels sumands no canvia el resultat, d'aquesta forma, a+b=b+a.[3]
2. Propietat associativa: a+(b+c) = (a+b)+c.[4]
3. Element neutre: 0. Per a qualsevol nombre a, a + 0 = 0 + a = a.
4. Element oposat. Per a qualsevol nombre a, existeix un nombre -a tal que a + (-a) = (-a) + a = 0 (l'element neutre). Aquest nombre -a es denomina element oposat, i és únic per a cada a. No existeix en alguns conjunts com el dels nombres naturals.

## Algorisme per sumar dos nombres escrits en base 10
1. Se sumen les xifres de la columna de les unitats. Sumant també la xifra escrita al damunt del primer nombre.
2. La xifra de les unitats del resultat s'escriu davall de la ratlla a la columna de les unitats i la xifra de les desenes del resultat (si és diferent de zero) s'escriu al damunt de la xifra de la següent columna (les desenes, per exemple, si estem sumant les unitats). Taula de sumar.
3. Es repeteixen els passos 1 i 2 amb la columna de les desenes, centenes, unitats de miler i així successivament fins que no quedin columnes amb xifres significatives.
4. En acabar, el nombre que apareix davall de la ratlla és el resultat de la suma.[5][6][7]

## Taula de sumar nombres d'una sola xifra
En el conjunt dels nombres naturals, la suma de dos nombres es pot interpretar com la solució al problema de: trobar la quantitat d'elements que té el conjunt unió d'altres dos tals que el primer conjunt té una quantitat d'elements igual al primer nombre que es vol sumar i el segon en té una quantitat igual al segon nombre.